# بارگاه نامحرم
بارگاه نامحرم، روستایی در دهستان دهکهان بخش مرکزی شهرستان کهنوج در استان کرمان ایران است.

## جمعیت
بر پایه سرشماری عمومی نفوس و مسکن در سال ۱۳۹۵، جمعیت این روستا برابر با ۴۸۶ نفر (۱۴۲ خانوار) بوده‌است.